# 1940년 영국 전시 내각 위기
1940년 5월 제2차 세계 대전 중, 영국 전시 내각은 독일과 평화 조건을 논의할 것인지 아니면 계속 싸울 것인지를 두고 의견이 갈렸다. 전쟁을 계속하자는 의견은 총리 윈스턴 처칠이 이끌었고, 협상을 선호하는 측은 외무장관 핼리팩스 경이 이끌었다. 이 의견 불일치는 위기 상황으로 치달았고 처칠 정부를 무너뜨릴 위협을 가했다.
영국 원정군이 됭케르크로 퇴각하고 프랑스 공방전이 임박해 보이자, 핼리팩스는 정부가 협상에 의한 평화 정착 가능성을 모색해야 한다고 믿었다. 그는 히틀러의 동맹인 여전히 중립적인 이탈리아 독재자 무솔리니가 협상을 중재하기를 바랐다. 5월 27일 전시 내각에서 이러한 접근을 제안하는 메모가 논의되었을 때, 처칠은 이에 반대하며 동료들에게 협상 없이 계속 싸울 것을 촉구했다. 그는 전시 내각의 두 노동당 구성원인 클레멘트 애틀리와 아서 그린우드의 지지를 받았으며, 또한 영국 공군장관인 아치볼드 싱클레어 경의 지지를 받았다. 싱클레어 경은 자유당의 지도자로서 제안된 협상에 대한 회의를 위해 전시 내각에 합류했다. 처칠의 가장 큰 문제는 그가 보수당의 지도자가 아니었고, 전 총리 네빌 체임벌린의 지지를 얻어야 했다는 점이었다. 그의 지지 없이는 하원의 거대한 보수당 다수에 의해 사임을 강요받을 수도 있었다.
5월 28일, 처칠은 핼리팩스를 능가하여 25명의 외곽 내각 회의를 소집했고, 그곳에서 계속 싸우겠다는 그의 결의는 만장일치로 지지받았다. 핼리팩스는 그의 제안이 거부되는 것을 받아들였지만, 아마도 체임벌린의 지지를 잃은 것이 더 큰 영향을 미쳤을 것이다. 역사가들 사이에서는 체임벌린의 최종적인 처칠 지지가 전쟁의 중요한 전환점이었다는 공감대가 형성되어 있다.

## 배경

### 처칠 총리 취임

네빌 체임벌린

1935년 영국 총선은 국민 정부(주로 보수당과 자유국민당, 국민노동당 (1931년 영국)으로 구성)가 상당한 다수로 승리하는 결과를 낳았다. 스탠리 볼드윈이 총리가 되었다. 1937년 5월, 볼드윈은 은퇴하고 네빌 체임벌린이 그의 뒤를 이어 독일, 이탈리아, 일본의 침략에 맞서 볼드윈의 유화정책 외교 정책을 이어갔다. 1938년 히틀러와 뮌헨 협정을 체결한 후, 체임벌린은 독재자의 계속되는 침략에 경각심을 느끼고 1939년 8월 영국-폴란드 군사 동맹을 체결하여 독일에 의해 공격받을 경우 폴란드에 대한 영국의 지원을 보장했다. 독일이 폴란드를 침공하자, 체임벌린은 1939년 9월 3일 선전포고를 하고 윈스턴 처칠(1929년 6월 이후 실직 상태였던)을 해군 장관으로, 핼리팩스 자작을 외무장관으로 포함하는 전시 내각을 구성했다.
체임벌린의 리더십에 대한 불만은 1940년 봄 독일이 노르웨이를 침공했을 때 널리 퍼졌다. 5월 7-8일, 하원은 연합군에게 상황이 좋지 않게 진행된 노르웨이 전역에 대해 논의했다. 노르웨이 논쟁은 곧 보수당 주도의 정부의 전쟁 수행에 대한 격렬한 비판으로 확산되었다. 둘째 날 말, 야당 노동당은 분할을 강행했고, 이는 체임벌린의 리더십에 대한 불신임 결의에 해당했다. 체임벌린은 총리로서 양측 의원들로부터 국가 통합에 대한 강한 열망을 표명하며 심한 비판을 받았다. 보수당 반군들은 주로 야당 노동당과 자유당 그룹을 포함하는 진정한 국민 정부의 구성을 원했다. 자유국민당은 이 시점에서 본질적으로 보수당의 일부가 되었고, 이 합의는 전쟁이 끝난 후 공식화될 예정이었으며, 국민노동당 그룹은 전 총리 램지 맥도널드 사망 이후 정부에서 최소한의 영향력을 행사했다. 처칠은 노르웨이 논쟁에서 마무리 연설을 하고 체임벌린을 강력히 옹호했으며, 그의 연설을 다음 말로 끝냈다.
지난 전쟁 동안 우리는 지금보다 더 큰 위험에 처한 적이 없었으며, 저는 하원에 이 문제를 성급한 투표로, 충분히 논의되지 않고 광범위한 분야에서 다루지 말고, 의회의 위엄에 따라 엄중하고 적절한 시기에 다룰 것을 강력히 촉구합니다.
정부의 명목상 다수는 213석이었지만, 정부를 지지하던 41명의 의원이 야당과 함께 투표했고, 약 60명의 다른 보수당 의원은 의도적으로 기권했다. 정부는 여전히 281대 200으로 승리했지만, 다수석은 81석으로 줄어들었다. 이는 일반적으로 지속 가능하지만, 영국이 전쟁에서 지고 있는 국가적 위기 시점에서는 체임벌린에게 치명적인 타격이었다.

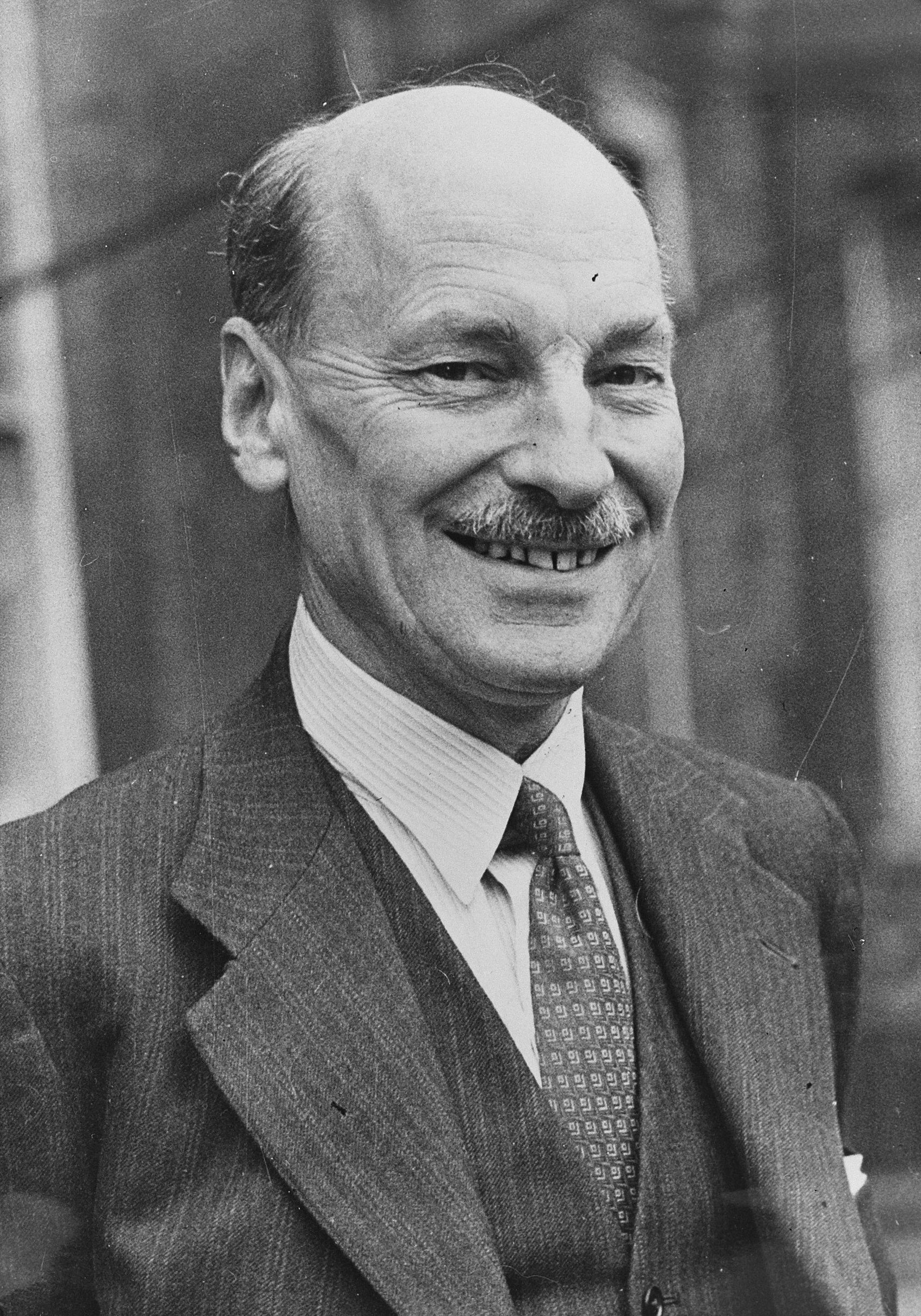
클레멘트 애틀리

다음 날인 5월 9일 목요일, 체임벌린은 전국 연립 정부를 구성하려고 시도했다. 다우닝가 10번지에서 처칠과 핼리팩스와의 회담에서 체임벌린은 노동당이 그러한 정부에 참여하는 데 필요하다면 기꺼이 사임할 의사가 있음을 밝혔다. 노동당 대표 클레멘트 애틀리와 그의 부대표 아서 그린우드가 회의에 합류했고, 연립 정부에서 일할 것인지 질문을 받자 그들은 다음 주 월요일에 시작될 연례 당 대회를 준비하기 위해 본머스에 있던 당의 전국 집행 위원회와 먼저 협의해야 한다고 말했다. 그럼에도 불구하고, 그들은 체임벌린이 이끄는 정부에서는 일하기 어려울 것이며, 다른 보수당 지도자 밑에서는 가능할 것이라고 밝혔다. 그들은 금요일 오후에 협의 결과를 전화로 알려주기로 합의했다.
목요일 일찍이 체임벌린은 핼리팩스와 단독으로 만나 그를 자신의 후임자로 설득하려 했다. 핼리팩스는 아마도 보수당이 선호하는 후보였을 것이다. 핼리팩스는 귀족으로서 하원 의원이 아니기 때문에 총리로서 심각한 불이익을 받을 것이며, 전쟁 노력을 하원 내의 처칠에게 위임해야 할 것이라고 답했다. 그는 체임벌린과 핼리팩스, 그리고 당의 원내총무인 데이비드 마거슨이 합류한 저녁 회의에서 같은 질문이 나왔을 때도 자신의 입장을 바꾸지 않았다. 6년 후에 쓰여진 처칠 자신의 이 사건에 대한 기록은 정확하지 않다. 그것은 5월 9일의 사건을 다음 날에 발생한 것으로 묘사하고 있으며, 체임벌린이 그에게 핼리팩스의 총리 임명에 묵시적으로 동의하도록 설득하려 했다는 묘사는 핼리팩스가 체임벌린과의 아침 회의에서 그렇게 하는 것에 대한 망설임을 표현했던 것과 일치하지 않는다.

아서 그린우드 (c. 1924)

독일 국방군은 5월 10일 금요일 아침 벨기에, 룩셈부르크, 네덜란드를 침공하며 서유럽에 대한 전격전을 시작했다. 이 새로운 위기 상황에서 체임벌린은 처음에는 사임하지 않겠다고 선언했지만, 결국 노동당의 결정을 기다리기로 했고, 그 결정은 오후 늦게까지 받지 못했다. 애틀리는 오후 4시 45분경 다우닝가에 전화하여 노동당이 연립 정부에 참여할 것이지만, 체임벌린의 리더십 하에서는 아님을 확인했다. 이에 따라 체임벌린은 버킹엄궁으로 가서 오후 6시에 조지 6세를 알현했다. 그는 사임을 표명했고, 국왕이 자신의 후임자를 묻자 처칠을 추천했다. 국왕은 처칠을 불렀고, 처칠은 연립 정부를 구성하는 데 동의했다. 공개 발표는 오후 9시에 체임벌린에 의해 BBC 라디오를 통해 이루어졌다.
5월 11일 토요일, 노동당은 처칠의 지도 하에 국민 정부에 참여하기로 합의했고, 그는 전시 내각을 구성할 수 있었다. 이 내각은 처음에는 5명의 구성원으로 제한되었으며, 처칠 자신이 총리 겸 국방장관을 맡았다. 애틀리는 야당 당수로서의 공식적인 역할을 포기하고 옥새상서가 되었으며(1942년 2월 19일 부총리로 임명될 때까지), 그린우드는 무임소장관으로 임명되었다. 처칠이 총리가 되면서 직면한 주요 문제는 그가 보수당의 지도자가 아니었기 때문에 체임벌린을 대통령궁으로 전시 내각에 포함시키고 핼리팩스를 외무장관으로 유지해야 했다는 점이다. 전시 내각은 대부분의 회의에 참석했던 세 명의 국방부 장관들에 의해 보강되었다. 이들은 처칠이 임명한 이들이었고, 그는 일반적으로 그들의 지지를 신뢰할 수 있었다. 앤서니 이든은 전쟁장관이 되었고, 노동당의 A. V. 알렉산더는 처칠의 뒤를 이어 제1해군경이 되었으며, 자유당의 지도자인 아치볼드 싱클레어 경은 영국 공군장관이 되었다.

### 5월 24일 금요일까지의 전쟁 상황

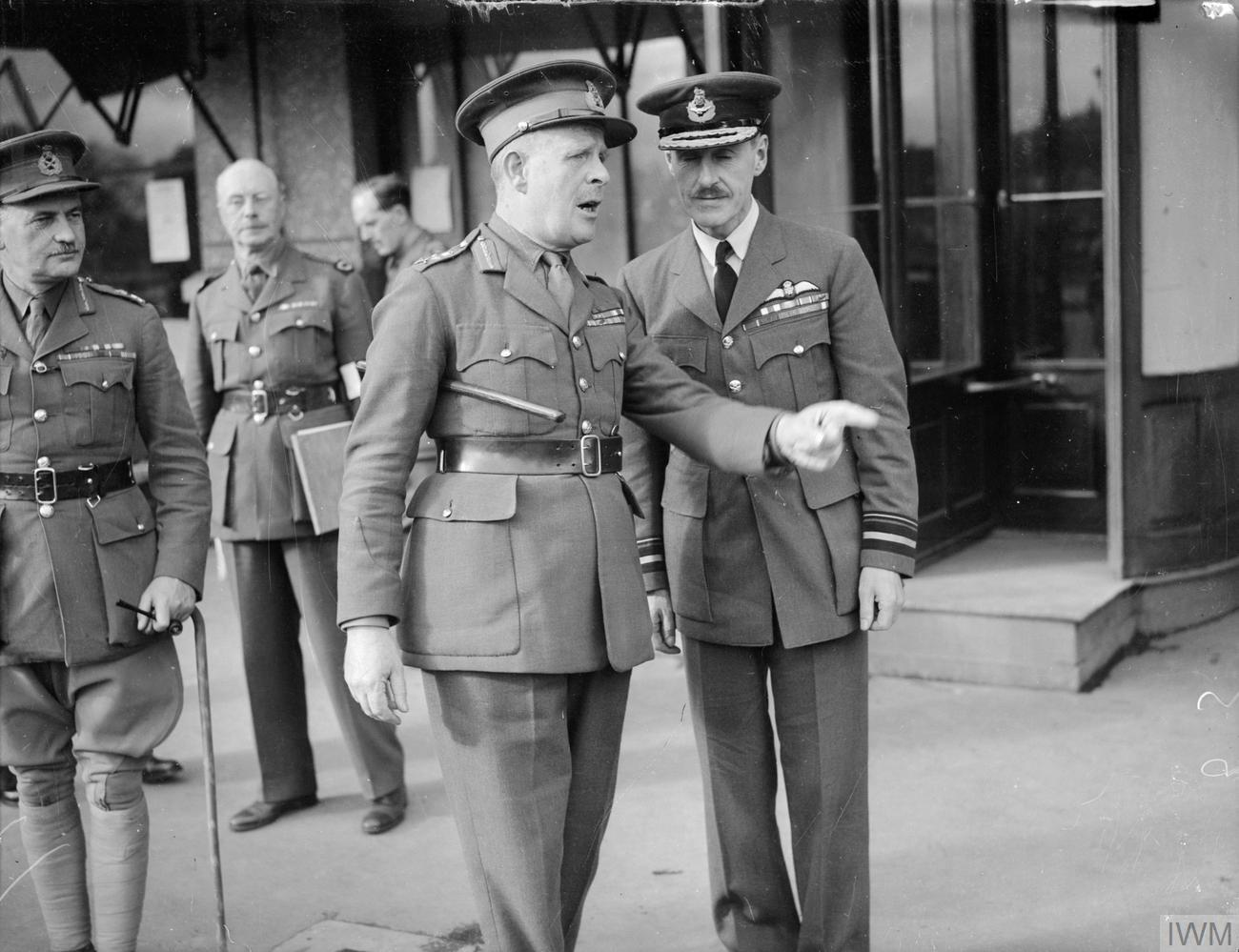
고트 경 (중앙에서 제스처를 취하는)은 BEF의 총사령관이었다.

5월 21일까지 독일 전차는 불로뉴쉬르메르에 접근하고 있었다. 그날 존 콜빌은 그의 일기에 필요할 경우 영국 원정군 (BEF) 철수 준비가 진행되고 있다고 썼다. 약 40만 명의 연합군 병력, 대부분 BEF와 프랑스 제1군의 일부가 해안 지역으로 퇴각했다. 그들의 희망은 주로 베강 계획, 즉 그들 자신과 남쪽에서 프랑스 주력군의 합동 공격을 통한 역공의 성공에 달려 있었다. 이는 실현되지 않았고 BEF 사령관 고트 경은 철수가 유일한 선택이라고 결정했다. 5월 23일과 24일 동안 영국 왕립 해군은 불로뉴에서 약 4,365명의 병력을 철수시켰다.
24일 금요일 오전 전시 내각 회의에서 처칠은 됭케르크에 많은 프랑스 병력이 있지만 아직 소수 특수 부대를 제외하고는 영국 병력이 없다고 보고했다. 그는 항구가 보급품 하역 작업이 잘 진행되고 있다는 보고를 받았다. 캐나다군을 됭케르크로 보낼 제안이 있었지만, 이는 더 넓은 전선의 전개 상황에 따라 보류되었다.
5월 24일 전시 내각의 이탈리아에 대한 관심은 이탈리아를 전쟁에서 제외시키거나 적어도 참전을 지연시키는 데 국한되었다. 핼리팩스는 프랑스 정부로부터 온 전보를 제시했는데, 이는 미국 대통령 프랭클린 D. 루스벨트가 기꺼이 협력한다면 그를 통해 이탈리아 독재자 무솔리니에게 접근하여, 군사 행동에 나서기 전에 관련 당사자들이 무솔리니의 불만이 무엇인지 논의할 수 있도록 문의할 것을 제안하는 내용이었다. 핼리팩스는 프랑스의 제안이 어떤 결과를 가져올지 확신하지 못했지만, 그 접근이 루스벨트의 개인적인 주도로 무솔리니에게 제시된다는 조건으로 지지할 것이라고 말했다.
5월 24일 아침, 히틀러는 게르트 폰 룬트슈테트 장군과 상의한 후 기갑병의 진격을 중단하라고 명령했다. 이는 전쟁의 주요 결정 중 하나로 여겨지는데, 영국군이 됭케르크에서 병력을 철수시키는 데 절실히 필요했던 추가 시간을 제공했기 때문이다. 일부 독일 지휘관들은 이에 동의하지 않았고, 일주일 후 페도어 폰 보크 장군은 그의 일기에 "우리가 마침내 됭케르크에 도착할 때쯤이면 영국군은 모두 사라질 것"이라고 썼다.

### 5월 25일 토요일 사건들
전시 내각은 오전 11시 30분 다우닝가에서 회의를 가졌다. 핼리팩스는 루스벨트가 무솔리니에게 접근하도록 설득하자는 프랑스 정부의 제안에 답변했음을 확인했다. 핼리팩스는 또한 로버트 밴시타트 경과 익명의 이탈리아 외교관 간의 논의에 대해 보고했지만, 그는 이 접근이 비공식적임을 이해했다.
불로뉴는 5월 25일 오후에 항복했고, 제10기갑사단은 루프트바페의 지원을 받으며 칼레에 대한 독일 공격을 이끌었다. 됭케르크는 유일하게 사용 가능한 철수 항구였다. BEF와 그 동맹국들이 퇴각하고 고트 경이 임박한 재앙에 대해 경고하면서, 전시 내각은 프랑스 패배의 결과를 고려해야 했다. 고트 경은 모든 장비의 손실을 예상했으며, 병력 중 소수만이 철수할 수 있을 것이라고 의심했다.

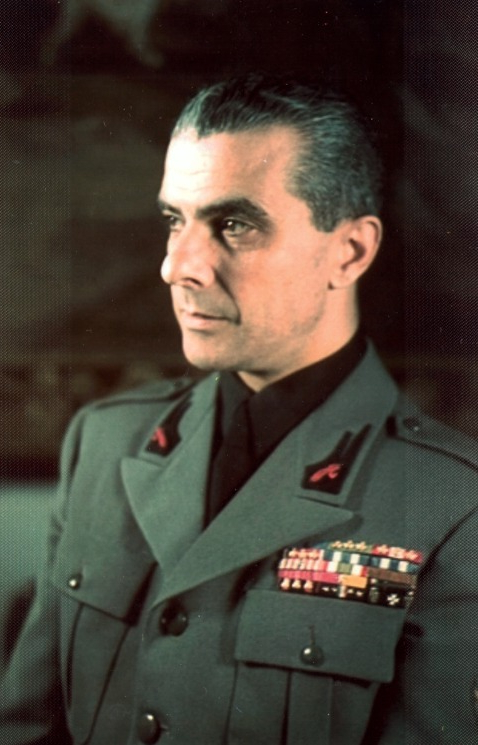
런던 주재 이탈리아 대사 주세페 바스티아니니

전시 내각은 이미 합동참모본부장(CoS)이 작성한 '특정 상황에서의 영국 전략'이라는 보고서를 의뢰했다. 이 보고서는 독일 국방군이 영국에 확고한 발판을 마련할 경우 저항이 불가능할 것이라고 결론지었다. 즉, 육군 대부분이 프랑스에 발이 묶인 상태에서 본토 병력과 민방위는 불충분할 것이라는 내용이었다. CoS는 공중 방어가 결정적이며, 독일이 제공권을 장악할 경우 영국은 생존할 수 없을 것이라고 주장했지만, 영국 왕립 해군은 최소한 숨 쉴 공간을 제공할 것이라고 했다. 독일의 제공권 우위가 약 4대 1로 계산되었으며, 영국의 전쟁 노력이 주로 전투기 및 승무원 생산에 집중되어야 하고, 전투기 생산에 필수적인 공장 방어가 우선순위가 되어야 한다는 것이 필수적이었다.
보고서에는 두 가지 주요 결론이 있었다. 하나는 RAF와 왕립 해군이 온전하게 유지된다면 영국은 아마도 침공에 저항할 수 있을 것이라는 점이었고, 이는 처칠이 핼리팩스에게 협상 없이 계속 싸워야 한다고 주장하는 핵심 논점이 되었다. 다른 하나는 궁극적으로 영국은 미국의 지원 없이는 전쟁에서 승리할 수 없을 것이라는 점이었다.
5월 25일 오후 늦게, 핼리팩스는 영국 주재 이탈리아 대사 주세페 바스티아니니를 만났다. 핼리팩스는 회담 내용을 로마 주재 영국 대사 퍼시 로레인 경에게 보냈다. 이 내용에는 "이탈리아에 불안을 야기하는 문제들은 반드시 일반적인 유럽 정착의 일부로 논의되어야 한다"는 핼리팩스의 진술이 포함되어 있었다. 이는 다음 날 전시 내각에 제출되었다.
이 단계에서 프랑스와 영국은 이탈리아를 전쟁에서 벗어나게 하고 싶어 했지만, 핼리팩스는 무솔리니를 중재자로 활용하여 히틀러가 유럽 대륙을 거의 완전히 지배하는 동시에 영국의 자치와 안보, 그리고 제국을 보장하는 평화를 확보하고자 했다. 로이 젱킨스는 처칠의 전기에서 이것이 첫 번째 뮌헨 협정 이후 20개월 만의 두 번째 뮌헨과 동등했을 것이라고 말한다. 젱킨스의 의견으로는 핼리팩스는 자신을 현실주의자라고 생각했지만, 실제로는 그의 견해가 그의 깊은 기독교적 비관주의와 일치했다. 인도에서 공격적인 세력의 수장으로 봉사했던 경험도 그의 견해를 형성하는 데 영향을 미쳤을 수 있는데, 이제는 공격을 받는 입장에 놓이게 된 것이다. 핵심 요소는 이러한 부정적인 시각이 그에게 처칠의 불굴의 용기를 빼앗아갔다는 점이다. 젱킨스는 핼리팩스가 스페인, 스위스, 스웨덴과 마찬가지로 영국이 홀로 남겨지는 것에 만족했을 것이라고 말한다. 그는 그러한 전망이 처칠에게 불쾌하다는 것을 이해하지 못했고, 따라서 둘 사이의 갈등은 필연적이었다.
오후 10시, 처칠은 애드미럴티 하우스에서 국방위원회 회의를 주재하며 다음 날 오전 9시에 전시 내각 회의를 개최하도록 지시했다. 국방위원회 회의록에는 고트에게 전투 대형으로 북쪽 해안(즉, 됭케르크)으로 진격하여 조르주 블랑샤르 장군(프랑스 제1군 사령관)과 벨기에군의 도움을 받아 자신과 바다 사이의 모든 병력을 공격하라는 명령이 포함되어 있었다. 처칠은 또한 왕립 해군이 항구와 해변에서 모든 가능한 재승선 수단을 준비하기 위한 계획(다이너모 작전)을 수립해야 한다고 지시했다. RAF는 관련 지역 상공의 제공권을 장악하도록 지시받았다.

## 전시 내각 회의 – 5월 26일부터 28일까지
이 사흘 동안, 다우닝가, 애드미럴티 하우스, 또는 하원의 총리실에서 7차례의 최고 기밀 장관 회의(두 번은 휴회 후 재개됨)가 열렸다. 회의에서는 내각 사무총장인 에드워드 브리지스 경이 회의록을 작성하기 위해 항상 참석했다. 그는 때때로 다른 공무원이나 군사 전문가의 도움을 받았다. 5월과 6월의 모든 전시 내각 회의록은 영국 국립 공문서관에 보관되어 있다.
전시 내각과 군부 장관들은 보통 합동참모본부장들과 함께 참석했다. 합동참모본부장들은 더들리 파운드 제독, 제1해군경; 시릴 뉴올 공군 원수, 공군 참모총장; 그리고 제국 총참모장(CIGS)이었다. CIGS 직책은 5월 27일 처칠의 바람대로 에드먼드 아이언사이드 원수가 그의 부관인 존 딜 원수에게 교체되면서 바뀌었다. 아이언사이드는 본토군 총사령관이 되었다. 자주 참석했던 다른 인사로는 내무장관 존 앤더슨 경; 외교부 상임 차관 알렉산더 캐도건 경; 자치령 장관 칼데코트 자작; 그리고 정보부 장관 더프 쿠퍼가 있었다.
이 전쟁 단계에서 처칠의 총리직은 여전히 불안정했다. 체임벌린은 하원에서 압도적인 다수를 차지한 보수당의 지도자로 남아 있었고, 핼리팩스는 거의 확실히 체임벌린의 후임자로 선호되는 기성 세력의 선택이었다. 따라서 처칠은 체임벌린과 핼리팩스 모두 자신에게 반대하는 상황을 감당할 수 없었다. 전시 내각의 다른 두 구성원이 노동당 출신의 오랜 정치적 반대자였다는 점을 감안할 때, 처칠은 자신의 내각 내에서 충분한 다수를 확보할 것이라고 확신할 수 없었다. 애틀리는 말을 하기보다 듣는 과묵한 지지자가 되었지만, 그린우드는 처칠의 지속적인 전쟁 정책에 대한 지지자로서 단호하게 자신을 주장했다.
따라서 처칠은 전시 내각에서 근소한 다수를 차지했지만, 처칠과 핼리팩스 사이 어딘가에 있던 체임벌린에 너무나 많이 의존하고 있었다. 처칠은 일요일 회의가 끝난 후 싱클레어를 전시 내각에 초청하기로 결정했다. 그의 주장은 자유당 지도자인 싱클레어가 발언권을 가져야 한다는 것이었지만, 사실 싱클레어는 처칠이 의지할 수 있는 오랜 친구였다. 비록 테이블 주위에 4대 2의 다수가 있었더라도, 처칠은 체임벌린과 핼리팩스 모두가 사임하는 위험을 감수할 수 없었다. 그렇게 되면 보수당 다수가 개입하게 되고, 거의 확실히 프랑스에서 곧 항복할 것 같은 유화 정책 정부가 들어설 것이기 때문이었다. 따라서 그는 체임벌린의 최종적인 결의를 믿을 수 있을 때까지 매우 신중하게 행동해야 했다.

### 5월 26일 일요일

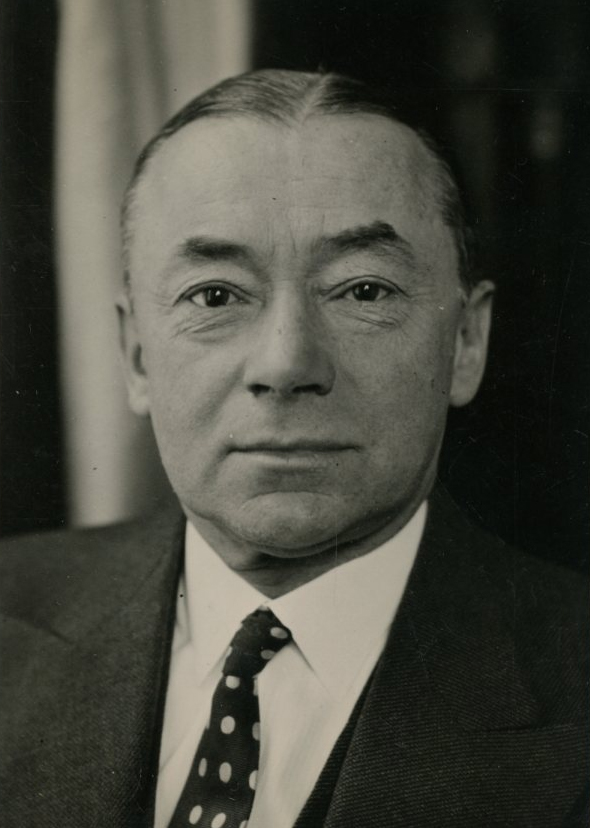
프랑스 총리 폴 레노가 5월 26일 런던을 방문했다.

프랑스 총리 폴 레노는 일요일 내내 런던에 머물렀으며, 두 차례의 전시 내각 회의 사이에 처칠과 오찬을 가졌고, 이어서 오후 3시 15분경 핼리팩스와 회의를 가졌다. 전시 내각은 오전 9시와 오후 2시에 회의를 가졌다(모두 다우닝가에서). 두 번째 회의는 먼저 핼리팩스가, 그리고 나머지 전시 내각 구성원들이 애드미럴티 하우스에서 레노를 만날 수 있도록 휴회되었다. 레노가 떠난 후 전시 내각은 오후 5시경 그곳에서 재개되었다.

#### 첫 번째 회의
처칠은 토요일 밤 국방위원회 회의에 대해 동료들에게 브리핑하고 일요일 늦게 레노의 방문에 대해 알리면서 회의를 시작했다. 그는 통신 문제로 인해 프랑스 고등사령부가 고트의 BEF가 됭케르크로 퇴각하여 철수를 기다려야 한다는 결정을 알지 못했다고 설명했다. 처칠은 막심 베강 장군이 이제 상황을 인지하고 받아들였다고 말했다. 베강은 블랑샤르에게 퇴각 및 철수를 지원하는 데 있어 자신의 재량을 사용하도록 지시했는데, 이는 더 이상 남쪽으로 반격할 가능성이 없었고, 특히 프랑스 제1군이 모든 중포와 장갑차량을 잃었기 때문이었다. 처칠은 프랑스의 완전한 붕괴를 예상했으며 레노가 이를 확인하러 런던에 오는 것을 두려워했다. 결과적으로 BEF의 철수는 이제 정부의 최우선 순위가 되었고, 따라서 토요일 밤에 도달하여 고트에게 전달된 결론들이 중요해졌다.
처칠은 낙관적인 태도를 유지하며 "BEF의 상당 부분을 구출할 가능성이 높다"고 말했으며, 레노를 설득하여 계속 싸우게 하기 위해 모든 노력을 다할 것이라고 덧붙였다. 이때 그는 레노의 그날 계획을 알지 못했고, 임시로 오후 2시에 또 다른 전시 내각 회의를 주선했다.
그럼에도 불구하고, 모든 사태에 대비하기 위해 처칠은 합동참모본부장(CoS)에게 프랑스가 항복할 경우 발생할 상황을 다음과 같은 지침에 따라 검토해달라고 요청했다.
프랑스가 전쟁을 계속할 수 없게 되어 중립국이 되고, 독일군이 현재 위치를 유지하며, 벨기에군이 영국 원정군을 해안으로 이동시키는 것을 도운 후 항복하게 될 경우; 영국에 군비 해제, 오크니 제도 내 해군 기지 양도 등으로 독일의 자비에 완전히 놓이게 되는 조건이 제시될 경우; 독일 및 아마도 이탈리아에 맞서 단독으로 전쟁을 계속할 전망은 어떠한가. 해군과 공군이 심각한 침공을 막을 합리적인 희망을 가질 수 있는가, 그리고 이 섬에 모인 병력이 1만 명을 넘지 않는 공습에 대처할 수 있는가? 영국군의 저항이 계속되면 유럽의 대부분을 점령하고 있는 독일에 매우 위험할 수 있음을 관찰해야 한다.

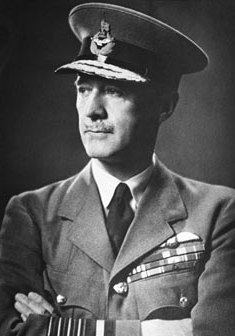
시릴 뉴올 경 (후기 사진, 영국 공군 원수로서의 모습)

뉴올은 내각에 CoS가 5월 25일에 완성된 '특정 상황에서의 영국 전략'(문서 번호 CoS (40) 390)을 작성했으며, 이제 총리가 제시한 새로운 지침에 따라 검토될 것이라고 상기시켰다. 이는 5월 26일 늦게 완성되어 다음 날 전시 내각에 제출된 '가까운 미래의 영국 전략'(문서 번호 CoS (40) 397)에 의해 달성되었다. 이는 5월 26일 그린우드가 작성한 문서 번호 WCP (40) 171에 의해 보완되었는데, 이 문서는 문제의 경제적 측면을 논의했다.
이어서 합동참모본부장들 사이에서 칼레 방어에 대한 간략한 논의가 있었고, 그 다음 처음으로 핼리팩스가 이탈리아 중재 문제를 제기하며 "더 넓은 문제에 대해 우리(정부)는 이제 독일에 대한 완전한 패배를 강요하는 것이 아니라 우리 제국의 독립과 가능하다면 프랑스의 독립을 수호하는 문제라는 사실에 직면해야 한다"고 자신의 의견을 밝혔다.
그는 계속해서 바스티아니니와의 대화 내용을 보고했으며, 바스티아니니는 유럽의 평화와 안보에 대한 회의를 요청했다. 바스티아니니에 따르면, 무솔리니의 주요 소망은 유럽의 평화를 확보하는 것이었다. 핼리팩스는 이에 대해 "우리의 자유와 독립이 보장된다면, 우리는 당연히 이를 이끌어낼 수 있는 어떠한 제안도 기꺼이 고려할 준비가 되어 있다"고 답했다. 그는 프랑스에 이탈리아의 접근이 통보되었고, 바스티아니니가 그날 두 번째 회견을 요청했음을 확인했다. 처칠은 이에 대해 다음과 같이 답했다.
평화와 안보는 독일이 유럽을 지배하는 상황에서 달성될 수도 있습니다. 우리는 그것을 결코 받아들일 수 없습니다. 우리는 우리의 완전한 자유와 독립을 보장해야 합니다. 우리는 우리의 권리와 권력을 침해할 수 있는 어떠한 협상에도 반대해야 합니다.
체임벌린은 이탈리아가 곧 프랑스에 최후 통첩을 보내고 독일 편에 설 것이라고 예측했다. 애틀리는 무솔리니가 독일이 유럽의 주요 강대국으로 부상하는 것을 매우 불안해할 것이라고 지적했다. 핼리팩스는 프랑스가 항복할 위기에 처해 있고 미국으로부터의 도움도 기대할 수 없다는 점을 감안할 때, 대영제국이 히틀러를 홀로 상대하기에는 충분히 강하지 않다고 확신했다.

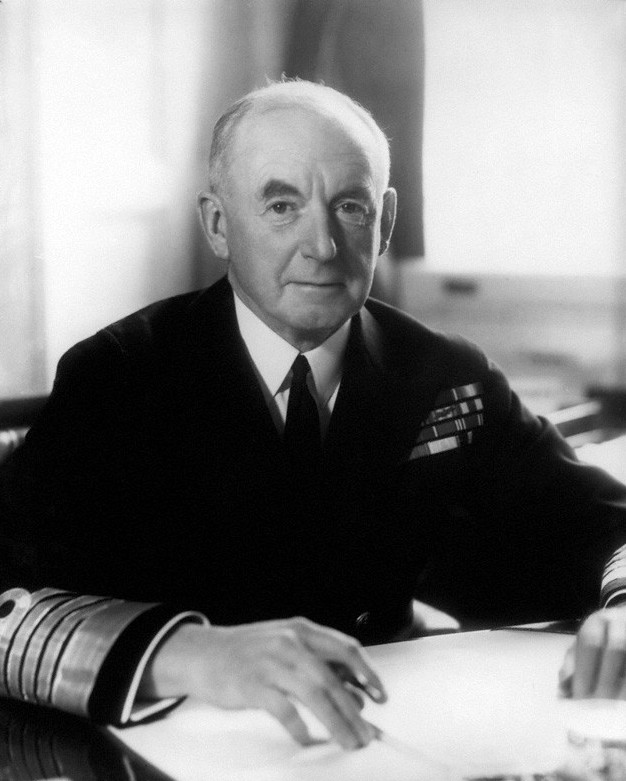
함대 제독 더들리 파운드 경

이 직후, 합동참모본부장(CoS)이 보조 메모(문서 번호 CoS (40) 391)를 배포했다. '1940년 5월 26일 레노 씨의 방문'이라는 제목이 붙고 아이언사이드, 뉴올, 파운드가 공동으로 서명한 이 메모는 레노가 프랑스의 단독 평화 의사를 발표할 가능성을 예상했다. 이 메모는 먼저 프랑스의 항복을 막기 위한 논거를 제시하고, 프랑스가 항복하기로 결정했더라도 "우리는 단독으로 싸움을 계속할 것"임을 강조했다. 이어서 독일군에 점령된 프랑스에 대해 봉쇄와 프랑스 도시 폭격을 포함한 가혹한 조치가 취해질 것이라고 약속했다. 가장 즉각적인 권고는 프랑스에게 BEF 철수에 대한 지원을 요구하고, 모든 프랑스 해군 함정과 군용 항공기를 영국 항구와 기지로 이전할 것을 요구하는 것이었다. 이탈리아에 대한 언급은 단 한 번 있었는데, 이탈리아가 상황을 분명히 이용하여 프랑스에 대한 자신들의 주장을 만족시킬 것이라는 내용이었다.
전시 내각은 이 문건의 내용에 대해 여러 의견을 표명했다. 핼리팩스는 영국이 독일에 대한 완전한 제공권을 먼저 확보하고 유지하지 않고서는 홀로 싸울 수 없다고 말하며 이해 부족을 드러냈다. 뉴올은 보고서가 그렇게 말하지 않았다고 그를 정정했다. 대신, 독일이 영국을 침공할 수 있도록 완전한 제공권을 확보하는 것을 막는 것이 필요했다. 싱클레어는 독일이 장기적인 공중전2에 필요한 석유 공급을 유지할 능력에 의문을 제기했다. 뉴올은 핼리팩스에게 이 메모가 프랑스의 항복에 초점을 맞추고 있었기 때문에 그의 문제는 범위 밖이라고 말했다. 전략적 질문은 처칠이 이전에 지침을 제시했던 두 번째 보고서에서 논의될 예정이었다.
회의는 전시 내각이 국방위원회가 고트에게 완전 전투 대형으로 됭케르크로 퇴각해야 한다는 지시를 승인하면서 종료되었다. 선박과 소형 보트 함대가 철수를 위해 집결될 것이었다. 칼레 주둔군은 가능한 한 오래 버텨야 했다. CoS는 처칠의 지침에 따라 보고서의 보충 자료를 준비할 것이었다.

#### 두 번째 회의
부두를 제외하고는 영국군이 월요일 아침까지 버텼지만, 칼레 시는 일요일 오후 독일 국방군에 함락되었다. 칼레 방어는 절망적이었지만, 제10기갑사단 (독일 국방군)의 됭케르크 방면 해안 진격을 늦추는 역할을 했다. 연합군은 이미 그곳으로 퇴각 중이었다.
전시 내각은 오후 2시에 심의를 재개했다. 처칠은 점심시간에 레노와 만난 자리에서 레노가 프랑스 군사 상황이 절망적이지만 독일에 대한 단독 평화 조약을 체결할 의사는 없다고 말했다는 내용을 설명하며 시작했다. 문제는 그가 사임할 수밖에 없을 것이라는 점이었다. 그는 프랑스 정부 내, 특히 페탱 원수가 휴전을 요구할 것이라고 믿었기 때문이었다. 레노는 독일이 영국을 조기에 침공하려 할 것이라는 처칠의 우려를 일축하고, 그들은 파리를 공격할 것이라고 말했다. 실제로 그들은 됭케르크를 점령하자마자 파리를 공격했다.
처칠은 레노에게 영국은 어떤 일이 있어도 굴복할 의사가 없으며, 독일에 노예가 되기보다는 싸우다 전멸할 것이라고 말했다. 그는 또한 영국군이 독일의 맹공격을 견뎌낼 수 있다고 확신하지만, 프랑스는 전쟁에 남아 있어야 한다고 경고했다. 레노는 아직 독일로부터 어떤 조건도 제시되지 않았음을 확인했다.
처칠은 레노와의 자신의 논의 내용을 전시 내각에 보고한 후, 핼리팩스가 애드미럴티 하우스로 가서 레노를 직접 만나라고 제안했다. 다른 이들은 곧 그들에게 합류할 것이었다. 핼리팩스가 떠나기 전에 이탈리아에 대한 또 다른 간략한 논의가 있었다. 레노는 처칠에게 이탈리아를 전쟁에서 벗어나게 하여 이탈리아 국경에 있는 프랑스 10개 사단을 독일군과 싸우도록 해방시키고 싶다고 말했다. 레노는 프랑스가 분명히 영토를 양도해야 할 것이므로 이탈리아가 요구할 조건에 대해 걱정했다. 핼리팩스는 이탈리아에 대한 접근이 이루어져야 한다고 믿는다고 말했다. 그는 무솔리니가 히틀러를 더 합리적인 태도로 설득할 수 있을 것이라고 믿었다. 처칠은 무솔리니에게 접근하는 것이 아무런 소용이 없을 것이라고 생각한다고 답했지만, 그것이 전시 내각이 더 논의해야 할 문제라는 데는 동의했다. 현재 처칠의 유일한 관심사는 프랑스가 BEF 철수에 가능한 한 많은 지원을 제공해야 한다는 것이었다. 회의록에서 완전히 명확하지는 않지만, 다우닝가 회의는 이제 (아마도 오후 3시 이전에) 끝났고, 먼저 핼리팩스가, 그리고 나중에 다른 네 명의 구성원이 레노를 보기 위해 애드미럴티 하우스(도보 5분 거리)로 간 것으로 보인다.
처칠은 체임벌린의 견해를 더욱 확신하기 전까지 핼리팩스를 조심스럽게 대해야 했다. 그는 보수당 내에서 핼리팩스가 강력한 지지를 받고 있었기 때문에 자신의 보수당 내 입지가 불안정한 동안 핼리팩스와 직접적인 충돌을 감수할 수 없었다. 처칠에게 다행스럽게도 체임벌린은 무솔리니를 결코 신뢰하지 않았고 그가 어떤 협상에도 개입하는 것을 원하지 않았다. 체임벌린의 사흘간의 주요 관심사는 프랑스를 달래고 전쟁에 계속 참여하도록 독려해야 한다는 것이었으므로, 그는 레노의 어떠한 요청도 거절하는 데 매우 신중했다. 심지어 자신이 동의하지 않는 요청에 대해서도 마찬가지였다. 체임벌린이 처칠에게 호감을 가졌고 그를 지지하고 싶어 했다는 견해가 있다. 과거 유화 정책을 둘러싼 적대감에도 불구하고, 처칠이 그를 전시 내각에 초청한 이후 그를 매우 존경하고 애정 어린 태도로 대했기 때문이라는 것이다.

#### 세 번째 회의
레노의 출발 후, 전시 내각은 애드미럴티 하우스에서 또 다른 회의를 가졌다. 내각 문서에는 내각 비서가 회의록을 작성하기 위해 참석하지 않았기 때문에 첫 15분은 포함되어 있지 않다. 내각 문서는 이 회의가 실제로 오후 2시 회의의 연장선이었음을 같은 제목 아래에 포함시켜 보여준다. 이 회의는 오후 5시부터 6시까지 약 한 시간 동안 진행된 것으로 보이며, 사실상 세 번째 일요일 회의였다. 회의록은 군 장관들이 참석하지 않았음을 확인한다.
회의록에서 처칠은 영국의 군사적 지위를 프랑스의 그것과 비교하며 시작했다. 그는 영국은 여전히 저항과 공격의 힘을 가지고 있었지만 프랑스는 그렇지 못하다고 말했다. 프랑스가 자신을 방어할 수 없다면, 그는 주장했다, 견딜 수 없는 조건을 수반하는 정착에 영국을 끌어들이기보다는 전쟁에서 빠져나가는 것이 더 낫다고. 애틀리와 체임벌린은 히틀러에게 일정이 있었고 겨울이 오기 전에 전쟁에서 승리해야 한다고 제안했다. 애틀리는 히틀러가 1940년에 영국을 공격할 수 없도록 프랑스를 전쟁에 계속 참여시키는 것의 중요성을 강조했다.

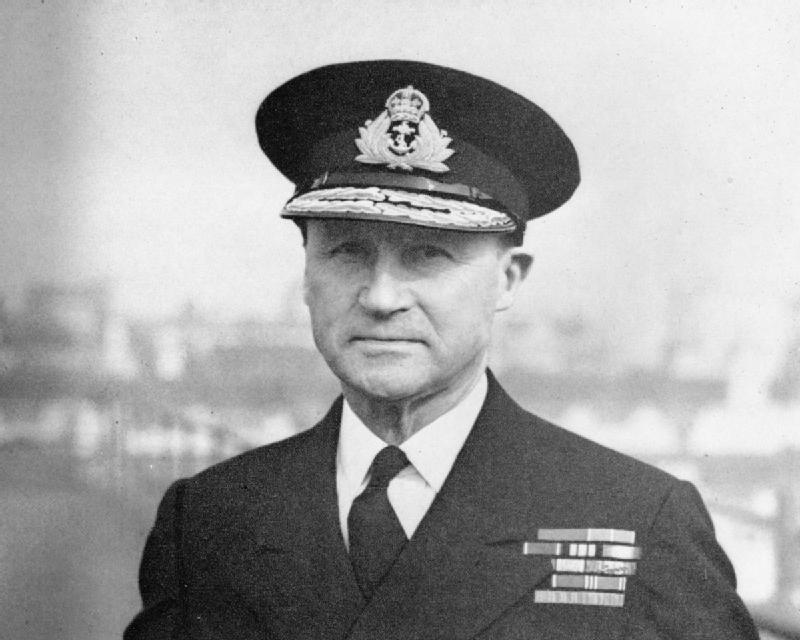
버트럼 램지 제독이 다이너모 작전을 시작했다.

처칠은 프랑스가 버텨주기를 원하지만, 영국이 심각한 전투에 참여하기 전에 협상을 모색하는 약한 위치에 강요되어서는 안 된다고 강조했다. 핼리팩스는 이제 처칠과 공개적으로 의견을 달리하며 "총리보다 프랑스가 유럽 균형의 가능성을 시험해볼 수 있도록 하는 것의 바람직함에 더 많은 중요성을 부여한다"고 말했다. 그는 계속해서 유럽의 세력 균형에 대해 무솔리니와 논의하는 것이 중요하며, 영국은 이탈리아의 주장을 고려할 수도 있다고 말했다. 그린우드는 무솔리니가 히틀러와 독립적인 노선을 취할 권한이 없다고 지적했고, 체임벌린은 무솔리니가 히틀러가 허락할 경우에만 독립적인 노선을 취할 수 있다고 덧붙였다. 체임벌린은 문제가 어렵고 모든 관점이 논의되어야 한다고 덧붙였다.
체임벌린의 말을 들은 처칠은 자신과 핼리팩스 사이의 어딘가에 아직 머물러 있는 그에게, 됭케르크에서 BEF의 철수가 완료될 때까지 협상에 의한 정착을 포함한 미래 전쟁 수행에 대한 어떤 결정도 내려져서는 안 된다고 제안했다. 그는 다이너모 작전이 실패할 수도 있음을 인정했지만, BEF의 상당 부분이 구출될 것이라고 낙관했으며, 이는 제공권에 크게 좌우된다고 덧붙였다. 전시 내각은 핼리팩스가 이탈리아에 대한 통신 초안(WP (40) 170 문서로 회람됨)과 바스티아니니와의 최근 회담 기록을 월요일 논의를 위해 작성해야 한다고 결정했다. 또한 처칠의 제안 또는 주장으로, 싱클레어가 이탈리아에 대한 향후 논의에 앞서 전시 내각의 사실상의 구성원이 되어야 한다고 합의되었다. 처칠은 이미 두 노동당 의원의 지지를 얻었을 수도 있지만, 그의 입지를 강화하기 위해 자유당 지도자인 싱클레어가 필요했다.
오후 6시 이후, 처칠은 도버에 있는 버트럼 램지 부제독에게 전화하여 다이너모 작전 개시를 승인했다. 오후 6시 57분, 램지는 다이너모 작전을 개시하는 신호를 보냈지만, 지난 4일 동안 이미 어떤 형태로든 철수가 진행되고 있었기 때문에 다이너모 작전의 작업과 그 이전의 작업을 구별하기는 어렵다.

### 5월 27일 월요일
칼레 부두는 마침내 27일 월요일 아침에 함락되었다. 이날 하루 동안 총 7,669명의 병력이 됭케르크 항구에서 철수했지만, 해변에서는 아직 한 명도 철수하지 못했다. 전시 내각은 오전 11시 30분, 오후 4시 30분, 오후 10시에 세 차례 회의를 가졌다.

#### 오전 11시 30분 회의
오전 11시 30분 회의록은 5월 24일부터 29일 사이의 모든 전시 내각 회의 중 가장 길다(한 권에 28페이지, 다른 한 권에 7페이지). 그럼에도 불구하고 이탈리아와의 협상에 대한 언급은 전혀 없다. 회의는 대부분 군사 전략에 관한 것이었고, 핼리팩스는 벨기에, 아이슬란드, 미국, 소련에 대한 질문에만 참여했다. 무솔리니는 영국과 프랑스에 언제 선전포고할지에 대한 맥락에서 한 번 간략하게 언급되었다. 스탠리 브루스, 즉 오스트레일리아 고등판무관이 문제를 제기했고, 체임벌린은 브루스(전시 내각은 그를 패배주의자로 여겼다)에게 파리가 함락되자마자 무솔리니가 개입할 것으로 예상한다고 말했다(실제로 무솔리니의 선전포고는 파리가 함락되기 나흘 전인 6월 10일에 나왔다).

#### 오후 4시 30분 회의
이탈리아는 오후 4시 30분 회의에서 주요 논의 주제였으며, 전시 내각은 핼리팩스가 무솔리니에게 접근하는 것을 제안하기 위해 준비한 메모를 논의했다. 참석자는 핼리팩스, 캐도건, 브리지스와 함께 다섯 명의 전시 내각 구성원이었다.
이 메모는 레노의 방문에 대한 응답으로 작성되었으며, 레노는 영국 정부가 자신과 함께 무솔리니에게 접근해달라고 요청했다. 제안된 조건들은 대체로 무솔리니에게 독일이 유럽을 지배할 경우 그가 직면할 상황을 알려야 하며, 연합국이 모든 유럽 문제, 특히 무솔리니가 주로 관심을 가졌던 지리적 문제의 해결에 이탈리아를 포함시킬 것이라는 내용이었다. 메모는 이어서 영국과 프랑스가 공동으로 요청할 루스벨트의 주도를 권고했는데, 루스벨트가 이탈리아 문제를 이해하고 해결하려는 목적으로 평화 회의에 이탈리아를 참여시키려 한다는 내용이었다. 핼리팩스는 메모를 작성한 이후 로마 주재 영국 대사로부터 무솔리니가 루스벨트의 이전 통신에 대해 불만을 품고 있으며, 이를 이탈리아 문제에 대한 부당한 간섭으로 비난하고 있다는 조언을 받았다고 덧붙여야 했다.
처칠은 무솔리니에게 직접 접근하는 것과 루스벨트를 통한 간접적인 접근(비록 표면적으로는 루스벨트 자신의 주도라 할지라도) 사이에는 엄청난 차이가 있다고 말하며 논의를 시작했다. 체임벌린은 찬반양론에 대해 길게 이야기했지만, 이탈리아가 어쨌든 전쟁에 참여하여 무솔리니가 전리품의 일부를 얻을 것이라고 예상했기 때문에 프랑스 계획이 아무런 유용한 목적을 달성하지 못할 것이라고 결론지었다.
싱클레어는 이제 발언하여 무솔리니에게 직접 접근하는 것에 전적으로 반대하지만 루스벨트의 개입 결과를 기다릴 것이라고 말했다. 그의 우려는 정부가 약점으로 인식될 수 있는 어떤 행동이라도 할 경우 국가 사기에 미칠 손상이었다. 애틀리는 그에게 동의하며 무솔리니는 어떤 제안에도 결코 만족하지 않을 것이며 즉시 더 많은 것을 요구할 것이라고 덧붙였다. 그린우드는 더 나아가 프랑스가 어려움에서 벗어날 희망을 포기했다고 말했다. 독일의 진전을 고려할 때, 프랑스가 함락되기 전에 어떤 협상도 완료할 시간이 없을 것이었다. 그린우드는 무솔리니에게 접근하는 것은 재앙이 될 것이라고 주장했다.
처칠은 다시 발언하여 무솔리니에게 접근하는 것을 무익하고 위험하며 영국의 전투 태세에 치명적인 영향을 미칠 것이라고 단호히 일축했다. 레노는 확고한 입장을 취하는 것이 최선이라고 충고받을 것이라고 그는 말했다. 처칠은 영국이 프랑스와 함께 미끄러운 길로 끌려가서는 안 된다고 주장했다. 영국이 프랑스에 줄 수 있는 최선의 도움은 무슨 일이 있어도 영국이 끝까지 싸울 것임을 확신시키는 것이었다. 그는 국가의 위신 상실에 대해 우려했으며, 이를 회복하는 유일한 방법은 독일이 전쟁에서 이기지 못했음을 전 세계에 보여주는 것이라고 말했다. 최악의 경우, 그는 이 나라는 나치 독재에 의해 정복된 다른 나라들을 위해 싸우다 무너지는 것이 나쁘지 않을 것이라고 결론지었다.
체임벌린은 프랑스의 제안에 동의하지 않았지만, 프랑스를 계속 싸우도록 설득하려는 노력이 진행 중인 동안 노골적인 거절은 현명하지 않을 수 있다고 제안했다. 어쨌든, 그는 덧붙였다, 루스벨트를 개입시킨 후 영국과 프랑스가 "우리 마음대로 끼어든다면" 루스벨트를 소외시킬 수도 있을 것이라고 말했다.
핼리팩스는 체임벌린에게 동의하며 프랑스가 끝까지 싸우도록 하는 데 전적으로 찬성한다고 말했지만, 자신의 접근이 평화를 구걸하는 것과 같다는 제안에 분개했다. 그는 지난 24시간 동안 처칠의 명백한 의견 변화에 대해 이의를 제기했다. 일요일에 핼리팩스는 처칠이 어떤 조건 제안도 논의할 준비가 되어 있다고 말했다고 이해했지만, 오늘 처칠은 끝까지 싸우는 것 외에는 다른 길이 없다고 단호하게 말하고 있었다. 핼리팩스는 그 지점이 아마도 학술적이라고 받아들였다. 왜냐하면 그는 히틀러로부터 어떤 수용 가능한 제안도 올 것이라고 믿지 않았지만, 수용 가능한 합의를 얻는 것이 여전히 가능한 한, 그는 처칠의 명시된 의도에 동의할 수 없었기 때문이었다.
처칠은 프랑스와 함께 조건을 요청하지는 않겠지만, 그들이 받는 어떤 제안이든 고려할 것이라고 말했다. 체임벌린은 제안을 고려할지 말지 결정하는 데 어려움이 없을 것이라고 말했다. 그린우드는 핼리팩스에게 프랑스가 무솔리니에게 접근하는 것이 프랑스의 항복을 막을 것이라고 생각하는지 물었고, 핼리팩스는 그렇지 않을 것이라고 동의했지만, 영국 정부가 레노에게 단호한 거절을 보내는 것을 여전히 원치 않았다. 그는 체임벌린이 제안한 방침을 권고했고, 그 점에 대한 추가 논의 후, 처칠이 레노에게 루스벨트의 주도 결과2를 기다리라고 말해야 한다는 데 합의되었다.
회의록을 제외한 모든 기록에 따르면, 이 회의는 격렬했다. 앤터니 비버는 이 회의가 "아마도 나치 독일이 이겼을 수도 있었던 전쟁의 가장 중요한 순간을 요약하고 있다"고 제안한다. 처칠과 핼리팩스 간의 충돌은 이제 노골화되었고, 핼리팩스는 자신의 의견이 무시되면 사임하겠다고 위협했다. 처칠은 애틀리, 그린우드, 싱클레어의 전폭적인 지지를 받았다. 그는 체임벌린에게 협상이 무의미하다는 것을 설득했지만, 체임벌린은 레노에게 어떻게 답변할지에 대해 여전히 신중했으며, 처칠은 그린우드와 달리 그 점에 대해 체임벌린에게 반대하지 않았다. 나중에 처칠은 다우닝가 10번지 정원에서 핼리팩스에게 이야기하여 그를 진정시켰다.

#### 오후 10시 회의

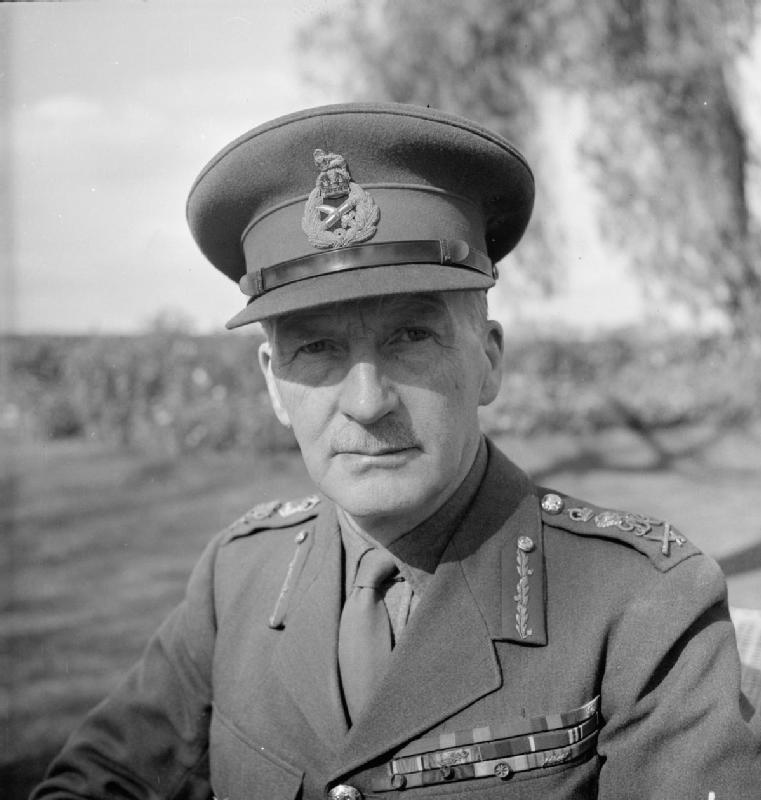
존 딜 장군은 5월 27일 CIGS가 되었다.

전시 내각은 오후 10시에 다시 회의를 가졌으며, 합동참모본부장들도 참석했다. 그들 중에는 방금 아이언사이드를 대신하여 CIGS가 된 존 딜 경 장군도 있었다. 이 회의는 서부 전선에서의 사건들을 논의하기 위해 소집된 짧은 회의였다. 주요 쟁점은 그날 밤 자정부터 시작될 벨기에의 항복이었다. 베강은 처칠의 지지를 받으며 프랑스 정부에 벨기에인들과 거리를 두고 블랑샤르와 고트에게 계속 싸우라고 명령할 것을 요청했다.
또한 더프 쿠퍼, 정보부 장관도 참석했는데, 그는 칼레 함락, 벨기에 항복, 그리고 됭케르크로 퇴각하는 BEF의 심각한 상황에 대해 대중에게 무엇을 말해야 할지 전시 내각의 조언이 필요했다. 처칠은 심각성을 강조해야 하지만, 친척들을 위해 세부 사항(예: 칼레 주둔 연대 이름) 공개에는 반대했다. 그는 다이너모 작전의 결과에 대해 성공 여부가 명확해질 때까지 어떠한 추측도 금지했다. 처칠은 또한 자신이 의회에서 공식 성명을 발표해야 하지만, 상황이 충분히 정리되어 그가 그렇게 할 수 있을 때까지 일주일 정도 더 걸릴 수 있다고 생각했다. 전시 내각은 쿠퍼가 처칠이 제안한 방향으로 진행해야 한다는 데 동의했다.

#### 일기
이 날 일기에서 콜빌은 프랑스의 함락이 임박하고 영국 원정군(BEF)의 철수가 필요해지자 내각이 홀로 전쟁을 계속할 수 있는 국가의 능력을 "열렬히" 고려하고 있다고 썼다. 처칠과 핼리팩스 간의 대결에 대한 유일한 언급으로 그는 "핼리팩스가 패배주의적인 기미를 보인다"고 썼다. 핼리팩스는 대영제국이 더 이상 독일을 압도할 수 없으며 오히려 자신의 통합과 독립을 보존해야 한다고 믿었다.
많은 전시 내각 회의에 참석했던 캐도건 역시 다작의 일기 작가였다. 그는 핼리팩스가 오후 4시 30분 회의 후 사임을 고려하고 있었지만, 처칠이 나중에 다시 생각하도록 설득했다고 썼다. 캐도건은 체임벌린과 핼리팩스 사이에 의견 차이가 발생하고 있음을 감지했다. 나중에 캐도건은 "더 이상의 제안이나 접근으로 어떤 좋은 결과를 얻을 수 있다고 착각하지 않기를 바란다"는 희망을 표명했다. 데이비드 오언은 이것이 캐도건의 상사인 핼리팩스의 견해와는 매우 달랐으며, 회의록에서 볼 수 있듯이 이탈리아에 대한 접근에 실질적인 용도가 없다고 보았지만 프랑스를 화나게 할까 봐 걱정했던 체임벌린의 견해와 훨씬 더 가깝다고 언급한다.
이 날 자신의 일기에서 핼리팩스는 사임을 진지하게 고려했으며, 오후 4시 30분 회의에서 그렇게 말했다고 확인했다. 그는 처칠과 그린우드가 이탈리아에 대한 제안된 접근 방식에 대해 "끔찍한 헛소리를 했다"고 말했다.

### 5월 28일 화요일
하루 동안 총 11,874명의 병력이 됭케르크 항구에서, 5,930명이 해변에서 철수했다. 전시 내각은 오전 11시 30분과 오후 4시에 회의를 가졌다. 두 번째 회의는 오후 6시 15분에 휴회되었는데, 이는 처칠이 25명의 외곽 내각 의원들에게 전쟁 상황과 전망을 설명하기 위함이었다. 전시 내각은 오후 7시에 잠시 재개되었다.

#### 첫 번째 회의 (오전 11시 30분)
이 회의에는 군 장관들과 합동참모본부장뿐만 아니라 앤더슨, 칼데코트, 쿠퍼도 참석했다. 의제 첫 번째 항목은 벨기에였으며, 벨기에에서 막 돌아온 로저 키스 제독과 G. M. O. 데이비 중령 두 명의 초청객이 있었다. 그들은 벨기에의 정치적, 군사적 상황에 대한 견해를 제시한 후 회의를 떠났다.
이어서 서부 전선과 다이너모 작전 진행 상황에 대한 논의가 있었다. 전시 내각은 쿠퍼에게 오후 1시에 BBC 라디오를 통해 BEF가 RAF와 왕립 해군의 전폭적인 지원을 받으며 해안으로 퇴각 중임을 대중에게 알리는 성명을 발표하도록 지시했다. 처칠이 오후 늦게 하원에서 비슷한 성명을 발표하기로 합의되었다.
다음 두 의제는 공군 참모총장의 보고와 노르웨이 작전에 대한 논의였다. 전시 내각은 이어서 이탈리아 상황과 무솔리니의 루스벨트에 대한 응답이 "완전히 부정적이었다"고 보고하는 워싱턴발 전보를 검토했다. 루스벨트의 의견으로는 무솔리니는 다음 며칠 동안 어떤 군사 행동도 취하지 않을 것이었다. 전시 내각은 체임벌린이 전날 저녁 제안했던 것처럼 프랑스 제안에 대해 상황 전개를 기다리는 방향으로 답변하기로 결정했다.
회의는 국내 안보, 해군 작전, 군수품 및 항공기 공장 보호에 대한 질문으로 이어졌다. 또한 파괴적인 신문들에 대한 우려가 있었고, 전시 내각은 파괴적인 내용을 인쇄하고 출판하는 것을 금지하는 국방 규제를 도입해야 한다는 데 동의했다.

#### "고통스럽고 무거운 소식"
처칠은 하원으로 가서 서부 전선에 대한 간략한 성명을 발표했다. 그는 그날 아침 4시에 벨기에군의 항복을 확인했지만, 망명 중인 벨기에 정부가 계속 싸울 의사를 가지고 있음을 지적했다. 처칠은 영국군과 프랑스군이 계속 싸우고 있으며, 영국 공군과 왕립 해군으로부터 강력한 지원을 받고 있음을 강조했다. 안보상의 이유로 그는 전략이나 작전에 대한 세부 사항을 밝힐 수 없지만, 다음 주에 더 많은 것을 말할 수 있기를 바란다고 말했다. 그는 다음과 같이 결론지었다.
그 동안, 하원은 고통스럽고 무거운 소식에 대비해야 합니다. 제가 덧붙일 것은, 이 전투에서 무슨 일이 일어나든 우리가 맹세한 세계의 대의를 방어해야 하는 의무를 어떤 식으로든 면제해 줄 수 없다는 것입니다. 또한, 재난과 슬픔을 겪고 궁극적으로 적을 물리치는 우리의 역사에서 이전에도 그랬듯이, 우리 자신의 힘에 대한 신뢰를 무너뜨려서는 안 됩니다.
이에 대해 야당 대표 대행인 헤이스팅스 리스-스미스는 그의 성명에 감사하며 "우리는 아직 이 나라의 결의의 실마리조차 건드리지 못했다"고 지적했다. 회의가 끝나기 전 짧은 발언에서 자유당의 퍼시 해리스 경은 처칠의 말이 "하원 전체의 감정뿐만 아니라 국민 전체의 감정을 반영한다"고 강조했다.

#### 두 번째 회의 (오후 4시)
참석자는 다섯 명의 전시 내각 구성원과 싱클레어, 캐도건, 브리지스로 제한되었다. 회의록 첫 문단에 명시된 바와 같이, 회의는 프랑스 정부로부터 다시 접수된 메시지를 검토하기 위해 소집되었으며, 이는 프랑스와 영국이 이탈리아에 직접 접근할 것을 제안하는 내용이었다.
처칠과 핼리팩스 사이의 논쟁은 거의 즉시 다시 시작되었지만, 이번에는 처칠이 전혀 화해적이지 않았다. 그는 이전에 비해 어떤 형태의 협상에도 훨씬 더 단호한 입장을 취했다.
핼리팩스는 동료들에게 런던 주재 이탈리아 대사관이 또 다른 문의를 해왔다고 말했다. 요청은 영국 정부가 이탈리아의 중재를 선호한다는 명확한 입장을 밝혀달라는 것이었다. 처칠은 이에 대해 프랑스의 목적은 무솔리니가 영국과 히틀러 사이를 중재하도록 하는 것이며, 이는 용납할 수 없는 시나리오라고 반박했다. 핼리팩스는 영국의 독립을 확보할 수 있다면 영국이 이탈리아에 특정 양보를 할 수 있다고 말했다. 처칠은 다시 프랑스와 관련하여 "미끄러운 비탈" 비유를 사용하며, 독일이 영국 침공에 실패한 후에는 상황이 달라질 것이라고 지적했다.
체임벌린은 이제 처칠을 지지하며 전쟁이 계속되는 동안 이탈리아에 양보하는 것은 불가능하다고 밝혔다. 어떤 양보가 필요하더라도 그것은 이탈리아가 아닌 독일과의 전반적인 합의의 일부여야 한다. 그는 어쨌든 무솔리니가 아직 전쟁에 참여하기를 원하는지 의심했고, 그린우드가 주장했듯이 히틀러는 무솔리니가 전쟁을 선포하는 것을 전혀 원하지 않을 수도 있었다. 핼리팩스는 자신의 주장을 고수하며 프랑스가 항복하기 전에 영국이 나중에 항공기 공장이 폭격당한 후보다 더 나은 조건을 얻을 수 있을 것이라고 말했다.
이어서 야간 폭격에 대한 방어에 대한 논의가 있었다. 처칠은 다시 무솔리니의 중재를 요청하는 프랑스의 요청으로 돌아갔다. 그의 견해로는 레노는 영국이 히틀러를 만나기를 원했다. 만약 그렇게 된다면 조건은 받아들일 수 없을 것이고, 그는 회의를 떠나면 영국은 현재 가지고 있는 모든 결단력을 잃을 것이라고 말했다. 그는 레노가 단지 전쟁을 끝내기를 원한다는 것이 분명하다고 결론지었다. 체임벌린은 처칠의 진단에 동의했지만, 그는 프랑스를 가능한 한 오래 전쟁에 참여시키기를 원했으며, 영국이 레노에게 회답하는 데 신중을 기할 것을 촉구했다. 그는 일반적으로 승인된 제안으로, 레노에게 지금은 무솔리니에게 접근할 때가 아니며, 양국이 계속 싸운다면 프랑스와 영국 모두 미래에 더 잘 될 것이라고 말해야 한다고 제안했다.
핼리팩스는 레노가 연합군이 루스벨트에게 호소하도록 원했다는 것을 모두에게 상기시켰다. 처칠은 그러한 호소에 반대하지 않았지만, 그린우드는 레노가 호소를 "팔아넘기고" 있으며, 이는 전쟁에서 벗어나기 위한 또 다른 시도라고 비난했다. 체임벌린은 레노가 평화 회의에서 무솔리니에 대한 대조점으로 루스벨트를 개입시키기를 원한다고 생각했다.
처칠은 그린우드의 주장을 받아들여, 레노가 전쟁에서 벗어나기를 원하지만, 연합국의 조약 의무를 위반하고 싶지는 않다고 덧붙였다. 무솔리니가 중재자가 된다면, 그는 "우리에게서 제 몫을 챙겨갈" 것이고, 히틀러는 영국군의 재무장을 계속하도록 내버려 둘 만큼 어리석지 않을 것이었다. 처칠은 "우리가 계속 싸우다가 패배하더라도 지금 얻을 수 있는 것보다 나쁜 조건은 없을 것"이라고 계속 말했다. 그는 동료들에게 분쟁이 계속되면 독일 역시 심각한 손실을 입을 것이라고 상기시켰다. 그럼에도 불구하고 핼리팩스는 중재 가능성을 시도하는 것이 무엇이 그렇게 잘못되었는지 여전히 이해할 수 없다고 말했지만, 체임벌린은 끝까지 싸우기로 결정함으로써 잃을 것이 무엇인지 알 수 없다고 말했다. 정부가 제공되는 어떤 "괜찮은 조건"이라도 냉정하게 고려할 준비가 되어 있을 수 있지만, 체임벌린은 계속 싸우는 것 외의 대안은 상당한 도박을 수반한다고 주장했다.
회의록은 체임벌린의 언급이 "사안의 진정한 진술"이라는 전시 내각의 동의를 확인한다. 처칠은 싸우다 무너진 국가들은 다시 일어섰지만, 순순히 항복한 국가들은 끝났다고 선언했다. 그는 괜찮은 조건이 제시될 가능성은 천 분의 일도 되지 않는다고 자신의 견해를 덧붙였다.
체임벌린은 상황에 대한 현실적인 평가를 요구했다. 비록 원칙적으로는 핼리팩스가 영국이 예상치 못한 상황에서 괜찮은 조건이 제시된다면 이를 고려해야 한다고 말하는 것이 옳았지만, 체임벌린은 무솔리니에게 접근하는 것이 그러한 제안을 이끌어낼 것이라고 믿지 않았다. 그는 다시 레노에게 답변할 때 프랑스가 즉시 항복할 경우를 대비하여 신중을 기할 것을 촉구했으며, 프랑스에게 그렇게 할 구실을 주는 것은 현명하지 못할 것이라고 말했다. 현재 문제의 핵심은 프랑스가 자신들의 제안을 완전히 거부한 것으로 보지 않고, 단지 지금이 적절한 시기가 아니라는 식으로 답변을 구성하는 것이었다. 전시 내각은 그의 견해에 전반적으로 동의를 표했다.
애틀리는 이제 영국의 여론을 인정할 필요성을 지적했다. 그는 전시 내각은 상황이 점진적으로 전개되는 것을 지켜볼 수 있었지만, 대중은 BEF의 위험한 상황을 깨닫는다면 심각한 충격을 받을 것이라고 조언했다. 대중의 사기를 높이고 유지하는 것이 필요했지만, 정부가 프랑스가 원하는 대로 한다면 그것은 불가능할 것이었다. 그린우드는 그에게 동의하며 산업 지역의 사람들은 정부의 어떤 약한 징후라도 재앙으로 여길 것이라고 지적했다.
레노에게 어떻게 답변할지에 대한 체임벌린의 견해에 전반적인 동의가 표명되었지만, 싱클레어는 처칠이 레노와 베강에게 계속 싸우라고 촉구해야 한다고 제안했다. 전시 내각은 제안된 루스벨트에게의 호소를 시기상조로 간주하여 반대했다. 핼리팩스는 처칠이 자치령에 연설할 방송 초안을 작성할 것을 제안했고, 처칠은 기꺼이 고려하겠지만 현재로서는 방송하지 않겠다고 말했다.
이제 오후 6시 15분이었고, 전시 내각은 체임벌린과 핼리팩스가 레노에게 보낼 답변 초안을 준비할 수 있도록 휴회하기로 합의했다. 한편 처칠은 자신의 외곽 내각 구성원들에게 연설하기를 원했다.

#### 처칠, 외곽 내각과 회의 (오후 6시 15분)
전시 내각이 휴회하자, 핼리팩스가 계속 싸우는 것 외의 대안에 대한 체임벌린의 견해를 감안할 때, 핼리팩스는 소수 중의 한 명이라는 것이 이제 분명해졌다. 그럼에도 불구하고, 핼리팩스는 체임벌린의 지지 없이도 보수당 내에서 여전히 강력한 위치를 차지하고 있었고, 처칠은 필요하다면 홀로 싸우겠다는 자신의 정책에 대해 외곽 내각의 승인이 여전히 필요했다. 그는 25명의 장관들에게 영국이 싸울 것이며 협상하지 않을 것이라고 말하며 시작했다.
휴 달튼, 경제전 장관은 처칠이 전시 내각 회의에서 말했듯이 영국은 지금보다 계속 싸우지 않으면 독일로부터 더 나은 조건을 얻지 못할 것이라고 회상했다. 그는 독일의 조건에는 함대 요구가 포함될 것이며 영국은 "오즈월드 모즐리 또는 그와 비슷한 인물"의 꼭두각시 국가가 될 것이라고 말했다. 처칠은 극적이고 도전적인 결론으로 이어지며, "이 오랜 섬의 역사가 마침내 끝나야 한다면, 우리 각자가 자신의 피에 질식하여 땅에 쓰러질 때만 끝나게 하라"고 말했다고 전해진다.
달튼은 테이블 주변에서 만장일치의 승인이 있었고, 심지어는 아주 미세한 반대도 없었다고 회상했다. 여러 장관들이 떠날 때 처칠의 어깨를 토닥였다. 최근 인도 국무장관으로 임명된 레오 애머리는 회의가 "윈스턴의 결단력과 상황 파악 능력에 우리 모두가 엄청나게 고무되었다"고 썼다. 비버가 말했듯이, 핼리팩스는 결정적으로 책략에서 밀려났고, 영국은 끝까지 싸울 것이었다. 맥스 헤이스팅스는 처칠이 보수당의 지도자인 체임벌린의 최종적인 지지에 얼마나 많이 의존했는지 지적한다. 이것이 핼리팩스의 제안을 막는 데 결정적이었다.
헤이스팅스는 다이너모 작전이 막 시작되었을 때의 최고 위기 순간에, 보수당 내에서 다수 지지를 받는 것으로 널리 알려진 핼리팩스가 자신의 정부를 떠나는 상황에 직면한 처칠의 딜레마를 설명한다. 그 당시 영국은 역사상 다른 어떤 시기보다도 세계에 단합된 모습을 보여줄 필요가 있었다. 처칠이 핼리팩스를 가게 했어야 했다고 주장할 수도 있지만, 그는 그렇게 할 수 없었다. 왜냐하면 그는 하원의 거대한 보수당 다수의 지지가 필요했고, 비록 그가 핼리팩스를 동료로서 다시는 신뢰할 수 없었음에도 불구하고, 보수당의 지지를 확실히 유지하기 위해 핼리팩스를 7개월 더 견뎌야 했기 때문이었다. 체임벌린의 뒤를 이어 보수당 지도자가 된 지 한 달 후인 12월이 되어서야 처칠은 비로소 핼리팩스를 워싱턴으로 추방할 수 있었다.
헤이스팅스에 따르면, 1940년 여름 몇 달 동안 히틀러에 맞서 굳건히 서서 결국 미국과 소련과의 핵심 동맹을 형성하여 그를 패배시킨 단합된 영국의 전설이 있다고 한다. 헤이스팅스에 따르면 그것은 현실이었고, 다른 사람이 총리였다면 모든 것이 달라졌을 것이라고 한다. 만약 협상에 의한 평화를 추구하는 정치 파벌이 승리했다면 영국은 결정적으로 전쟁에서 이탈했을 것이다. 그러면 히틀러는 전쟁에서 승리했을 수도 있었다. 1940년 5월, 처칠은 평화 조건을 고려하는 단순한 제스처조차도 국가에 재앙적인 영향을 미칠 것이며, 그의 지속적인 전쟁 정책은 돌이킬 수 없이 훼손될 것임을 이해했다.

#### 전시 내각 재소집 (오후 7시)
이 회의는 20분밖에 지속되지 않았다. 처칠은 외곽 내각이 최신 뉴스에 어떻게 반응했는지 설명하며 시작했다. 회의록에 기록된 바와 같이:
총리는 그 사이에 전시 내각에 속하지 않은 장관들을 만났다고 말했다. 그는 그들에게 최신 소식을 전했다. 그들은 프랑스 상황에 대해 불안을 표명하지 않았지만, 그가 투쟁을 포기할 가능성이 없다고 말하자 크게 만족했다. 그는 정치 생활의 고위직에 있는 사람들이 그렇게 단호하게 자신들을 표현하는 것을 이전에 한 번도 들어본 적이 없다고 회상했다.
처칠은 이어서 파리의 에드워드 스피어스 장군으로부터 받은 편지를 읽어주었다. 이 편지는 고트와 블랑샤르가 영국 해협 연안으로 퇴각하는 것에 대한 베강의 지지를 확인하는 내용이었다. 체임벌린은 자신과 핼리팩스가 중간에 준비한 답변 초안을 읽으며, 그들이 단순히 영국의 관점을 제시하는 것이 아니라 메시지의 목적이 프랑스가 계속 싸우는 것이 프랑스의 이익에 부합한다고 레노를 설득하는 것이라고 설명했다. 처칠은 초안에 만족했으며, 핼리팩스는 레노에게 이를 발송할 권한을 부여받았다.
젱킨스는 핼리팩스가 이 시점에서 자신이 패배했음을 인정했다고 말한다. 이는 주로 처칠의 결의를 극복할 수 없었기 때문이지만, 결정적으로는 체임벌린이 자신으로부터 멀어져 처칠 편에 확고히 섰다는 것을 알았기 때문일 수도 있다. 무솔리니 옵션이 단호히 거부되자, 전시 내각은 미국과의 중재 문제로 눈을 돌렸고, 핼리팩스는 남아프리카의 얀 스뮈츠 장군으로부터 받은 전보를 보여주었다. 이 전보는 사실상 오스트레일리아의 로버트 멘지스로부터 이전에 받은 메시지를 지지하는 내용이었다. 그 핵심은 자치령들이 미국 정부에게 자신들이 홀로 싸워야 하더라도 계속 싸울 것이라고 말하고 싶어 한다는 것이었다. 그들은 자신들을 위해 아무것도 바라지 않았으며, 오직 나치 지배로부터 세계의 자유를 수호하는 것에만 관심이 있었다. 미국에게는 그들이 도울 것인지, 아니면 물러서서 인권 수호에 아무런 조치도 취하지 않을 것인지가 문제였다.
핼리팩스는 정부가 스뮈츠의 제안과 같은 메시지가 미국 여론을 바꿀 수 있는지에 대해 워싱턴 주재 영국 대사의 의견을 구해야 한다고 제안했다. 처칠은 이에 대해 망설이며 현재 상황에서 미국에 대한 어떤 호소도 시기상조라고 생각한다고 말했다. 그는 미국인들의 존경을 얻는 가장 좋은 방법은 히틀러에 맞서 과감하게 싸우는 것이라고 말했다.
전시 내각은 무솔리니에게 접근하자는 프랑스의 제안이 무의미하고 쓸모없다는 데 동의하며 회의를 마쳤다. 그러나 그들의 답변은 프랑스에 대한 존경심을 보여야 하며, 프랑스와 영국의 관점에서 문제를 고려하고 있음을 명확히 하는 것이 중요했다. 핼리팩스는 자신과 체임벌린이 준비한 초안대로 레노에게 답변할 권한을 부여받았다. 전시 내각은 또한 미국에 대한 어떤 도움 요청도 레노가 아닌 스뮈츠가 제안한 방식으로 이루어져야 한다고 결론지었다. 핼리팩스는 그러한 접근의 현명함에 대한 의견을 구하기 위해 워싱턴 대사관과 소통해야 한다는 데 동의했다.
영국 코뮈니케가 파리에 도착했을 때, 스피어스 장군은 레노와 함께 있었다. 레노는 자신의 내각 내 패배주의자들로부터 무솔리니에게 접근하라는 압력을 받고 있었다. 스피어스는 처칠의 결의가 레노에게 "마법 같은 효과"를 가져왔고, 레노는 즉시 이탈리아와의 추가 통신을 거부하고 계속 싸우기로 결심했다고 말했다.

## 이후의 사건들
5월 29일 수요일 오전 11시 30분, 다우닝가에서 장시간의 전시 내각 회의가 열렸다. 이 회의는 주로 군사 문제에 관한 것이었으며, 군 장관들, 참모총장들, 그리고 다수의 추가 장관들이 참석했다. 처칠의 협상에 대한 입장은 핼리팩스가 로마 주재 대사 퍼시 로레인 경으로부터 받은 통신을 보고해야 했을 때 완전히 입증되었다. 이탈리아 외무장관 갈레아초 치아노 백작과의 회의에서 로레인은 이탈리아의 참전이 이제 확실하며 날짜만 결정되면 된다는 말을 들었다. 치아노는 또한 무솔리니가 프랑스로부터의 어떤 제안도, 심지어 프랑스가 지중해 영토를 이탈리아에 제공하더라도 듣지 않을 것이라고 말했다. 전시 내각은 이 모든 것을 주시하고 영국에 거주하는 이탈리아 시민들을 구금하거나 추방하는 계획을 실행하기 시작했다. 총 18,000명 이상이었고, 최소 1,000명은 잠재적으로 위험한 인물로 분류되었다.

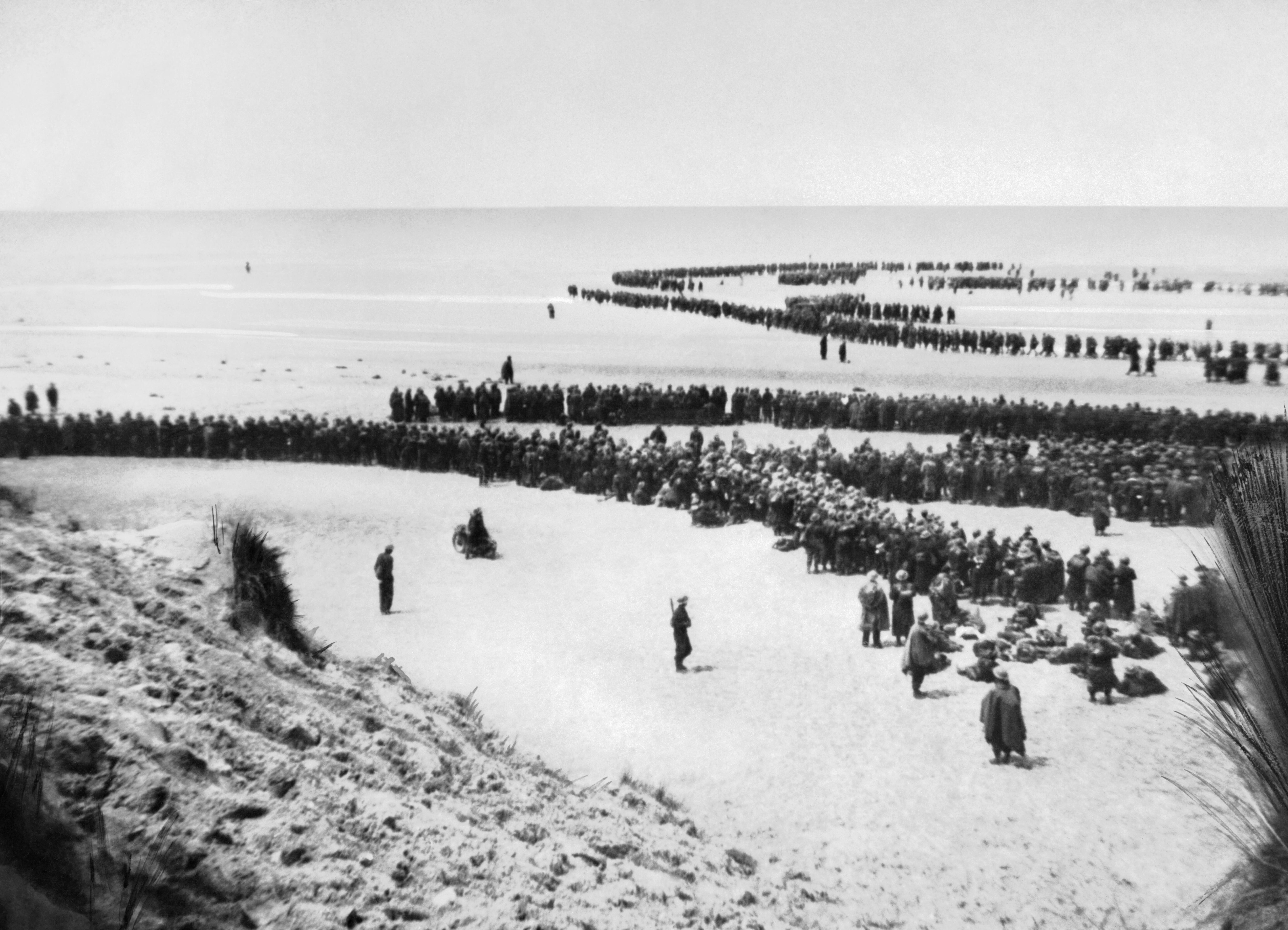
됭케르크 해변에서 철수하는 영국군

핵심적인 28일 화요일에 됭케르크에서 17,000명 이상이 철수하는 고무적인 숫자를 기록한 후, 수요일, 목요일, 금요일, 토요일(5월 29일 ~ 6월 1일)에는 하루 약 50,000명이라는 홍수와 같은 인원이 철수했다. 다이너모 작전은 프랑스 후위대가 항복한 6월 4일 화요일에 종료되었다. 약 338,226명의 병력이 철수했지만, 사실상 모든 장비와 보급품이 손실되었다. 총 철수 인원은 예상을 훨씬 뛰어넘는 수치였으며, 됭케르크가 기적, 심지어는 승리였다는 대중적인 견해를 낳았다. 처칠 자신도 그날 오후 하원에서 한 그의 "우리는 해변에서 싸울 것이다" 연설에서 "기적적인 구출"을 언급했다. 그럼에도 불구하고 그는 곧 "이 구출에 승리의 속성을 부여하지 않도록 매우 조심해야 한다. 전쟁은 철수로 이기지 않는다"고 모두에게 상기시켰다.
독일군은 시선을 남쪽으로 돌려 됭케르크가 함락된 다음 날인 6월 5일 적색 상황을 개시했다. 무솔리니는 마침내 예상대로 10일에 선전포고를 했고, 처칠은 여행객들이 더 이상 이탈리아 유적을 보기 위해 폼페이까지 갈 필요가 없을 것이라고 예측하게 만들었다. 독일 국방군은 14일에 파리를 점령했고, 6월 25일에 프랑스 정복을 완료했다.
체임벌린은 대장암으로 건강상의 이유로 1940년 9월 29일 전시 내각에서 사임했다. 체임벌린은 11월 9일에 사망했다. 처칠은 그의 뒤를 이어 보수당 대표로 선출되었고, 이로써 그의 총리직에 대한 자신의 당 내에서의 어떠한 의심도 사라졌다.
12월 12일, 미국 주재 영국 대사 로디언 경이 갑작스럽게 사망했다. 처칠은 이미 존 앤더슨 경, 비버브룩 경, 어니스트 베빈, 킹슬리 우드를 영입하여 전시 내각에 일부 변화를 주었다. 그는 이제 핼리팩스를 해임하기로 결정하고 앤서니 이든을 그의 후임 외무장관으로 임명했다. 핼리팩스는 워싱턴 대사직을 제안받았고, 그는 그 상황에서 수락할 수밖에 없었다. 그는 1946년 5월 1일까지 그 직책을 맡았다. 젱킨스는 그가 주춤한 시작 후 성공했다고 말한다. 젱킨스는 1948년에 쓰여진 처칠의 회고록을 언급하며 내각 위기에 대한 자신의 설명을 마무리한다. 회고록에서 처칠은 전쟁을 계속할 것인지 아닌지에 대한 질문이 "전시 내각 의제에 결코 오르지 않았다"고 "숨 막히게" 선언했다.

## 내용주
1. ↑  회의록은 CAB–65–7 및 CAB–65–13 권에 있으며, WM 109 (40)부터 WM 188 (40)으로 분류되어 있다. 5월 26일부터 28일까지의 파일은 139–145번(재개된 두 회의는 140번과 145번)이다.[34][35] "WM"은 전시 내각 회의록(1939년 9월부터 1945년 5월까지)을 의미하며, 이는 (평시) 내각 회의록을 의미하는 "CM"과 대비된다.[36]

## 참고 자료
- Beevor, Antony (2012). 《The Second World War》. London: Weidenfeld & Nicolson. ISBN 978-0-297-84497-6.
- Colville, John (1985). 《The Fringes of Power, Volume One: September 1939 to September 1941》. Sevenoaks: Hodder & Stoughton Ltd. ISBN 978-0-340-40269-6..
- Hastings, Max (2009). 《Finest Years. Churchill as Warlord, 1940–45》. Hammersmith: Harper Collins. ISBN 978-0-00-726367-7.
- Hermiston, Roger (2016). 《All Behind You, Winston – Churchill's Great Coalition, 1940–45》. London: Aurum Press. ISBN 978-1-78131-664-1.
- Jenkins, Roy (2002). 《Churchill》. London: Macmillan Press. ISBN 978-0-330-48805-1.
- Lukacs, John (1999). 《Five Days in London: May 1940》. London: Yale University Press. ISBN 978-0-300-08466-5.
- Owen, David (2016). 《Cabinet's Finest Hour》. London: Haus Publishing Ltd. ISBN 978-1-910376-55-3.
- Shakespeare, Nicholas (2017). 《Six Minutes in May》. London: Vintage. ISBN 978-1-78470-100-0.
- Thompson, Julian (2011) [2008]. 《Dunkirk: Retreat to Victory》. New York: Arcade. ISBN 978-1-61145-314-0.

## 추가 자료
- Alanbrooke, Field Marshal Lord (2001).  Alex Danchev; Daniel Todman, 편집. 《War Diaries, 1939–45》. London: Weidenfeld & Nicolson. ISBN 978-0-297-60731-1.
- Churchill, Winston (1967) [1948]. 《From War to War: 1919–1939》. The Second World War. I: The Gathering Storm 9판. London: Cassell.
- Churchill, Winston (1967) [1948]. 《The Twilight War: 3 September 1939 – 10 May 1940》. The Second World War. II: The Twilight War 9판. London: Cassell.
- Churchill, Winston (1970) [1949]. 《The Fall of France: May – August 1940》. The Second World War. III: Their Finest Hour 9판. London: Cassell.
- Roberts, Andrew (1991). 《The Holy Fox: A Biography of Lord Halifax》. London: Weidenfeld and Nicolson. ISBN 978-0-297-81133-6.